# Годыновка
Годы́новка (укр. Годинівка) — село в Острицкой сельской общине Черновицкого района Черновицкой области Украины.

## История
В 1946 г. Указом Президиума Верховного Совета УССР село Годинешты переименовано в Годыновка.
В июле 1995 года Кабинет министров Украины утвердил решение о приватизации находившегося здесь совхоза.
Население по переписи 2001 года составляло 1261 человек.
До 2020 года входило в Герцаевский район.